# Island Home (Schiff)
Die Island Home ist eine Doppelendfähre der US-amerikanischen Reederei The Steamship Company. Die Fähre verkehrt zwischen Woods Hole, Falmouth, und Martha’s Vineyard.

## Geschichte
Das Schiff wurde unter der Baunummer 1966 auf der Werft VT Halter Marine in Moss Point gebaut. Mit dem Bau des Schiffes wurde im Frühjahr 2005 begonnen. Mehrere Sektionen der Fähre wurden von VT Halter Marine auf ihrer Werft in Pascagoula gebaut und auf dem Wasserweg nach Moss Point transportiert. Der Stapellauf erfolgte am 21. Juli 2006. Die Fähre wurde im Februar 2007 abgeliefert und am 5. März 2007 zwischen Woods Hole, Falmouth, und Martha’s Vineyard in Dienst gestellt. Sie ersetzte die 1950 gebaute Doppelendfähre Islander.
Der Bau des Schiffes kostete rund 32 Mio. US-Dollar. Der Schiffsentwurf stammte vom Unternehmen Elliott Bay Design Group in Seattle. Auf Grundlage des Entwurfs wurden 2009/2010 die Fähren der Kwa-di-Tabil-Klasse von Washington State Ferries gebaut.

## Technische Daten und Ausstattung
Das Schiff wird von zwei Zwölfzylinder-Dieselmotoren des Typs EMD 710 G7B mit jeweils 3000 PS Leistung angetrieben. Die Motoren wirken jeweils über Untersetzungsgetriebe auf einen Festpropeller an den beiden Enden der Fähre. Die Fähre ist mit jeweils einer als Wasserstrahlantrieb ausgelegten, elektrisch angetriebenen Querstrahlsteueranlage mit 400 PS Leistung an beiden Enden ausgerüstet. Für die Stromerzeugung stehen zwei Caterpillar-C18-Dieselgeneratoren mit 500 kW Leistung zur Verfügung. Außerdem wurde ein Notgenerator von Kilopak mit 175 kW Leistung verbaut.
Die Fähre verfügt über ein durchlaufendes Fahrzeugdeck mit zwei zusätzlichen, höhenverstellbaren Fahrzeugdecks. Auf dem durchlaufenden Fahrzeugdeck können 60 Pkw befördert werden, auf den höhenverstellbaren Fahrzeugdecks weitere 16 Pkw. Das Fahrzeugdeck ist vollständig geschlossen. Es ist an beiden Enden durch landseitig anlegbare Rampen zugänglich. Die höhenverstellbaren Decks sind durch verstellbare Rampen vom Fahrzeugdeck aus zugänglich. Die Zufahrten zum Fahrzeugdeck sind durch seitlich öffnende Visiere verschlossen. Die nutzbare Durchfahrtshöhe auf dem Fahrzeugdeck beträgt unter den ungenutzten und hochgefahrenen höhenverstellbaren Fahrzeugdecks rund 4,4 Meter. 
Das Fahrzeugdeck ist durch die Decksaufbauten überbaut. Oberhalb des Fahrzeugdecks befindet sich ein Deck mit Einrichtungen für die Passagiere, zwei weitere Aufenthaltsräume für Passagiere befinden sich in unterhalb des Passagierdecks auf beiden Seiten der Fähre angebrachten Decks. Diese beschränken die Durchfahrtshöhe auf dem Fahrzeugdeck in diesen Bereichen. An beiden Enden der Fähre befinden sich auf dem Passagierdeck offene Decksbereiche mit Sitzgelegenheiten. Weitere offene Decksbereiche mit Sitzgelegenheiten befinden sich auf dem darüberliegenden Deck. Im mittleren Bereich dieses Decks befinden sich weitere Decksaufbauten mit Einrichtungen für die Schiffsbesatzung. An beiden Enden des Decks sind die Steuerhäuser aufgesetzt. Diese sind über die gesamte Breite der Fähre geschlossen und gehen zur besseren Übersicht beim An- und Ablegen etwas über die Schiffsbreite hinaus.
Das Schiff ist mit zwei Schiffsevakuierungssystemen ausgestattet.